# جيم موراي (موسيقي)
جيم موراي (بالإنجليزية: Jim Murray) هو موسيقي أمريكي، ولد في 30 مايو 1942، وتوفي في 1 مارس 2013.

## وصلات خارجية
- جيم موراي على موقع ميوزك برينز (الإنجليزية)
- جيم موراي على موقع ديسكوغز (الإنجليزية)